# Bastione circolare

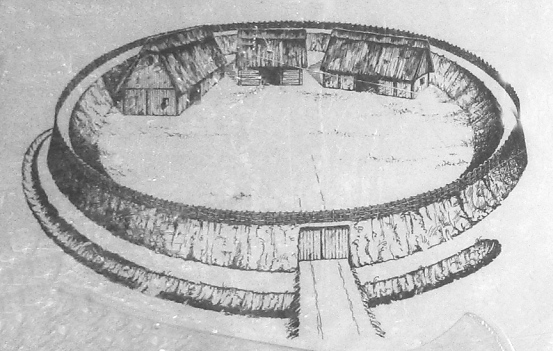
Esempio artistico di un bastione circolare, nei pressi di Celle, in Germania

Un bastione circolare (dal tedesco Ringwall) è una sorta di argine di forma circolare usato come strumento di difesa nelle fortificazioni militari, nelle fortezze di collina o nei rifugi. Poteva anche essere costruito per ospitare funzioni religiose o come luogo per raduni.
Questo tipo di strutture furono utilizzate dal Neolitico fino al Medioevo.

## Costruzione

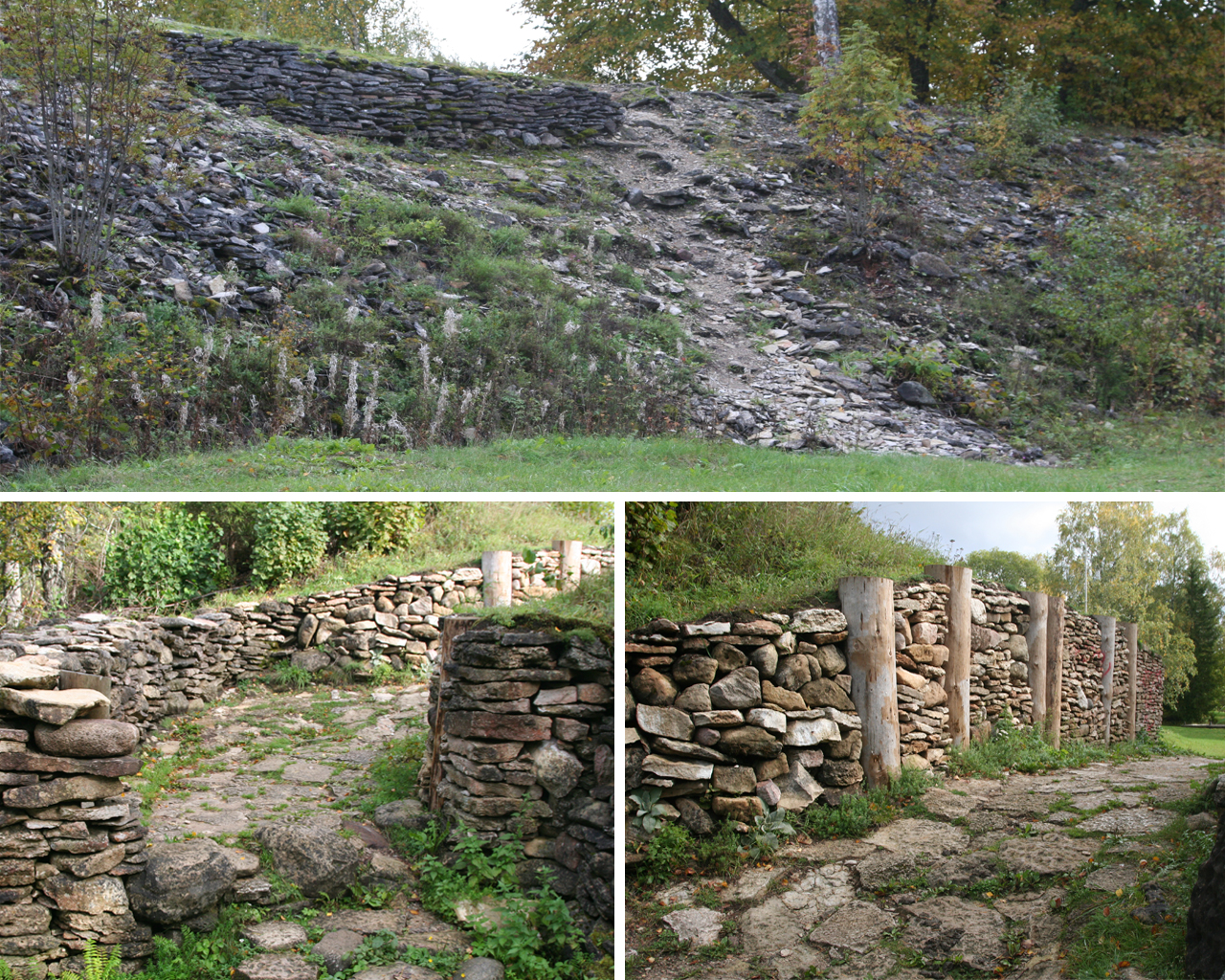
Le rovine di Varbola, un villaggio vicino a Märjamaa Parish in Estonia

Il punto comune di queste opere era il suo rialzo di forma circolare, che costituiva il primo ostacolo difensivo. Poteva essere costruito in diversi modi: come un semplice rialzo di terra, come un rialzo di terra e legno, o come un muro. Solitamente i bastioni fortificati avevano esternamente un fossato o una trincea; a volte era ulteriormente difeso con una palizzata. All'interno queste strutture circolari ospitavano edifici come stalle, saloni ed altre strutture secondarie.

## Localizzazione
Nell'Europa del nord sono state trovate diverse di queste strutture, ad esempio in Danimarca, Estonia, Svezia, Germania e Gran Bretagna. Anche nell'Europa centrale ne sono stati trovati, ad esempio in Austria e Svizzera e anche nell'Europa sud-orientale, ovvero in Romania, Moldavia e Ucraina, e anche negli Stati Uniti.
Spesso sono nascosti in mezzo a foreste e vengono scoperti solo grazie a foto aeree. Gli archeologi analizzando l'interno di tali strutture, sono in grado di stabilire in che periodo sono state occupate e che tipo di utensili e di cibi venivano usati.

## Alcuni esempi
- Aggersborg, nei pressi di Aggersund, in Danimarca
- Nei pressi di Celle, in Germania
- Castello Dore, Cornovaglia, Inghilterra